# Natalia Anissimova (athlétisme)
Pour les articles homonymes, voir Natalia Anissimova (homonymie).
Natalia Iourievna Anissimova (en russe : Наталья Ю́рьевна Анисимова, en anglais : Natalya Yurievna Anisimova), née le 4 mars 1973 à Léningrad, est une athlète russe spécialiste du sprint. 

## Biographie

### Palmarès
| Date | Compétition           | Lieu     | Résultat | Épreuve   | Performance |
| ---- | --------------------- | -------- | -------- | --------- | ----------- |
| 1994 | Championnats d'Europe | Helsinki | 2e       | 4 × 100 m | 42 s 96     |

### Records
| Épreuve   | Épreuve    | Performance | Lieu              | Date            |
| --------- | ---------- | ----------- | ----------------- | --------------- |
| En salle  | 60 mètres  | 7 s 14      | Moscou            | 23 février 1996 |
| Plein air | 100 mètres | 11 s 23     | Saint-Pétersbourg | 2 juillet 1996  |